# Kostiantyn Zajcew
Kostiantyn Zajcew (ukr. Костянтин Зайцев; ur. 20 maja 1976 w Dniepropetrowsku) – ukraiński wioślarz.

## Osiągnięcia
- Mistrzostwa Świata – Aiguebelette-le-Lac 1997 – dwójka podwójna – 9. miejsce[1].
- Mistrzostwa Świata – St. Catharines 1999 – dwójka podwójna – 7. miejsce[1].
- Igrzyska Olimpijskie – Sydney 2000 – dwójka podwójna – 11. miejsce[1].
- Mistrzostwa Świata – Lucerna 2001 – czwórka podwójna – 4. miejsce[1].
- Mistrzostwa Świata – Sewilla 2002 – czwórka podwójna – 4. miejsce[1].
- Mistrzostwa Świata – Mediolan 2003 – dwójka podwójna – 21. miejsce[1].
- Mistrzostwa Świata – Gifu 2005 – jedynka – 13. miejsce[1].
- Mistrzostwa Świata – Eton 2006 – dwójka podwójna – 11. miejsce[1].
- Mistrzostwa Europy – Ateny 2008 – jedynka – 3. miejsce[1].
- Mistrzostwa Świata – Poznań 2009 – czwórka podwójna – 8. miejsce[1].
- Mistrzostwa Europy – Brześć 2009 – czwórka podwójna – 1. miejsce[1].
- Mistrzostwa Europy – Montemor-o-Velho 2010 – jedynka – 13. miejsce[1].